# Ronzo
Ronzo è una delle due borgate che formano il centro abitato di Ronzo-Chienis, capoluogo dell'omonimo comune in provincia di Trento. 

## Storia
Ronzo è stato un comune italiano istituito nel 1920 in seguito all'annessione della Venezia Tridentina al Regno d'Italia. 
Nel 1924, assieme a Chienis, Manzano e Nomesino è stato aggregato al comune di Pannone; nel 1971 i territori degli ex comuni di Pannone, Manzano e Nomesino passarono al comune di Mori e il comune di Pannone, restato con le sole due frazioni di Ronzo e Chienis, cambiò il nome in Ronzo-Chienis.

## Geografia fisica
Collocati nell'alta Val di Gresta, i paesi di Ronzo (a nordest) e Chienis (a sudovest) erano un tempo distinti, collegati solo dall'antica chiesa di San Michele che era posta fra i due (nel comune catastale di Ronzo); i due centri abitati oggi sono completamente conurbati.